# Бурокрылая птица-мышь
Бурокрылая птица-мышь (лат. Colius striatus) — вид птиц из семейства птиц-мышей. Бурокрылая птица-мышь обитает на краю леса или в садах в южных и восточных районах Африки, обладает тусклым коричневым оперением и длинным тонким хвостом, питается преимущественно фруктами или листвой. Это самый распространённый представитель семейства; птицы селятся разреженными колониями, самки откладывают 2 — 4 яйца, которые насиживают около двух недель. Ещё через две недели птенцы покидают гнездо.
Вид был описан Иоганном Фридрихом Гмелиным в 1789 году. Международный союз орнитологов выделяет 17 подвидов, которые различаются в первую очередь расцветкой головы, горла и оперения в целом, количеством полос, цветом лап и радужки.

## Описание

### Общие характеристики
Бурокрылая птица-мышь — небольшая птица с массой 36—80 г (обычно 50—55 г) и общей длиной — 30—36 см, из которых 17—24 см приходится на хвост. Многочисленные подвиды бурокрылой птицы мыши отличаются расцветкой головы, горла и оперения в целом, количеством полос, цветом лап и радужки, а также размерами тела. Половой диморфизм отсутствует. 
В Южной Африке масса птиц в среднем составляла 56,4 г (46—68 г), общая длина — 326 мм (265—360 мм), длина хвоста — 204 мм (182—228 мм), крыла — 95,5 мм (90—104 мм), клюва — 13,3 мм (11,0—14,7 мм), цевки — 21,9 мм (19,0—25,0 мм). 
У бурокрылой птицы мыши выделяется небольшой хохолок, короткое тело и длинный, градуированный хвост. У взрослых птиц номинативного подвида чёрное надклювье и серебристо-серое или беловатое подклювье; коричневая радужка (по друугим источникам цвет радужки может ьыть тёмно-коричневым, жёлтым, зеленоватым, голубоватым, сероватым и даже белым); тёмно-пурпурные лапы с чёрными когтями. У молодых особей надклювье зеленоватое или чёрное, подклювье чёрное или серое; радужка глаза обычно коричневая. Как и у остальных птиц-мышей, крайние пальцы бурокрылой птицы-мыши способны менять положение.

### Оперение
У бурокрылой птицы-мыши тусклое оперение коричневого цвета (от тёплого до пепельного), более охристое снизу, более тёмное на лбу, шее и горле. Перья очень мягкие, похожи на волосы. Тёмная голая кожа вокруг глаз и около клюва создаёт впечатление чёрной маски. Представители номинального подвида Colius striatus striatus обладают светло-коричневыми кроющими уха и того же цвета хохолком; тёмно-серым горлом; тонкими тёмными полосами на шее и груди; нечёткими, заметными лишь с близкого расстояния, полосами на спине и надхвостье; светло-коричневым животом; черноватой кожей вокруг глаз. У молодых особей более короткий хохолок и голый затылок; беловатая полоса по центру спины уже, чем у взрослых; кромка кроющих перьев крыла светло-коричневая. 
Линька птиц-мышей в тропических регионах происходит круглый год, а при более умеренном климате имеет тенденцию к сезонности. В ноябре — апреля линька первостепенных перьев была отмечена у 80 % пойманных бурокрылых птиц-мышей, в остальное время — у 20 %. Линька первостепенных маховых перьев в основном проходит от самого внутреннего пера к внешнему; второстепенные маховые перья преимущественно меняются без особого порядка (в четверти случаев перья менялись последовательно от внутреннего пера), часто очерёдность смены перьев на левом и правом крыльях различна. Хвост может линять в любое время года; рулевые перья также сменяются несимметрично, в половине случаев замена происходит от края к центру, в 15 % — от центра к краю; остальные меняются бессистемно. Роуэн отмечала, что новая линька хвоста может начинаться до того как последняя пара перьев из предыдущей линьки примет свой окончательный размер.

### Схожие виды
Обитающие на той же территории птицы-мыши обычно отличаются более светлым оперением. Красными лапами обладают белоголовая птица-мышь (Colius leucocephalus) из Западной Африки и красноспинная (Colius castanotus) из Восточной. При этом первая отличается от бурокрылой бледным, беловато-серым оперением головы, а вторая — каштановым пятном в нижней части спины. При средней массе 51,1 г (на 12 особях) масса сердца бурокрылой птицы-мыши составила в среднем 0,59 г. Принцингер отметил, что показатели бурокрылой птицы-мыши схожи с представителями курообразных, голубеобразных и воробьинообразных. В среднем сердце синешапочной птицы-мыши (Urocolius macrourus) на 80 % крупнее сердца бурокрылой в абсолютных размерах и на 109 % — в относительных.

### Вокализация
Бурокрылая птица-мышь шумно защищает свои гнездовые территории и очень словоохотлива перед тем как отправиться кормиться. В остальное время птица довольно тихая. При контакте использует позывку «siu-siu» или «kuiu», перед полётом кричит «tsi-ui», а в полёте — «tru…tru». При обнаружении пищи громко кричит «siut». В качестве тревожного сигнала при встрече с хищными птицами кричит «pit», а при встрече с наземными хищниками — «schiech…schiech» или «schiech…chiack». Такой же сигнал бурокрылая птица-мышь подаёт если на территории оказываются другие птицы-мыши. Во время сезона размножения можно услышать песню «tie…tu…ti» или свист «ti…te». Питающиеся в одной стае птицы издают крики «tiu-uu-uuu». По словам Роуэн, это очень шумные птицы, они издают звуковые сигналы, помогающие оставаться в группе, и во время полёта, и на ветке, замолкая только во время солнечных ванн. Самый мягкий звуковой сигнал бурокрылой птицы-мыши можно услышать во время её отдыха, в случае малейшей тревоги позывки становятся более резкими и грубыми, а при серьёзном беспокойстве птицы несколько раз подряд издают пронзительный крик, двигая вперёд-назад своим хохолком. Мелодичный сигнал бурокрылой птицы-мыши в полёте напоминает позывку во время отдыха. Предупреждающие крики бурокрылой птицы-мыши схожи с криками белоспинной (Colius colius).

## Распространение

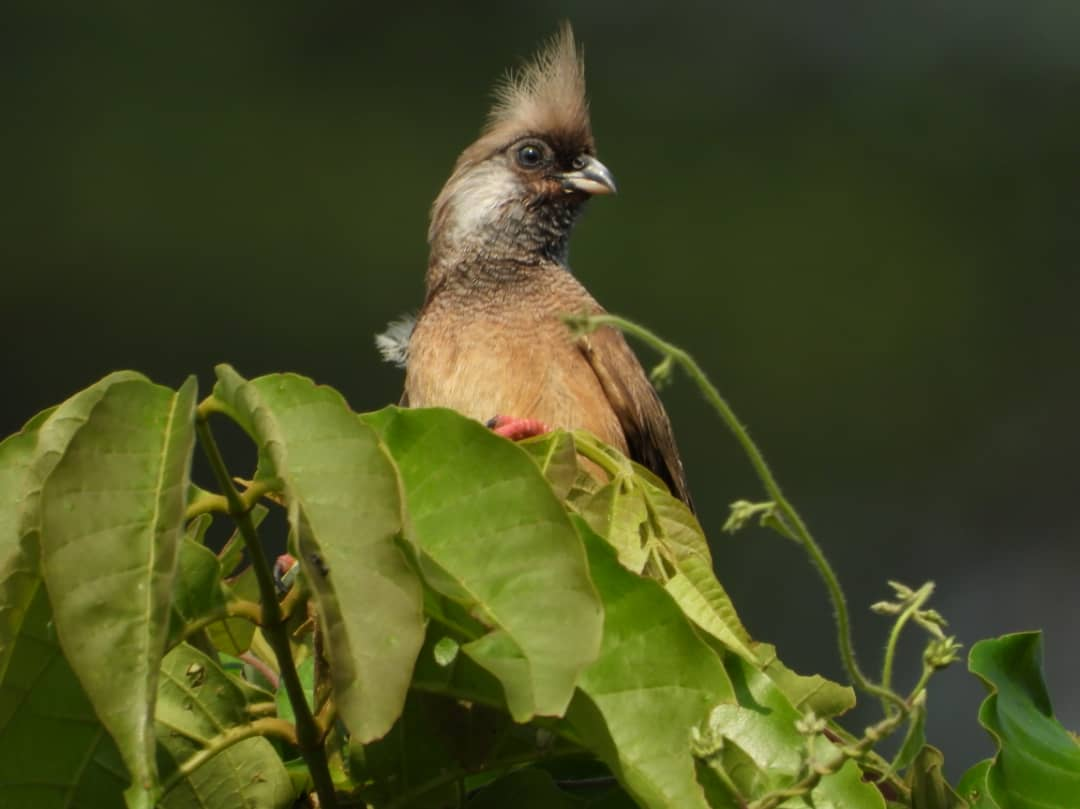
Бурокрылая птица-мышь в Уганде

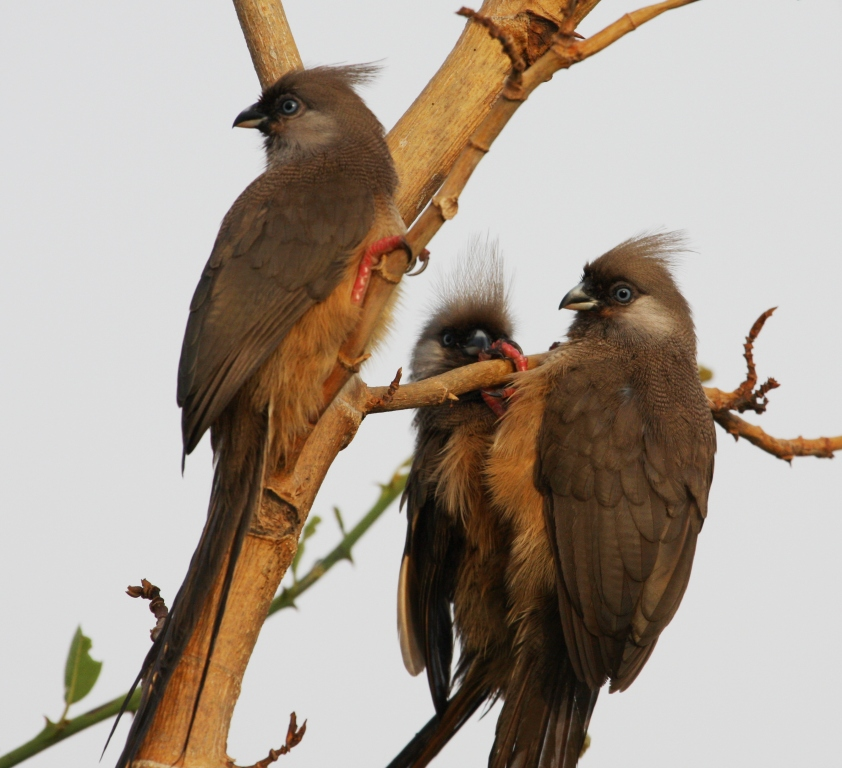
Бурокрылая птица-мышь в Эфиопии

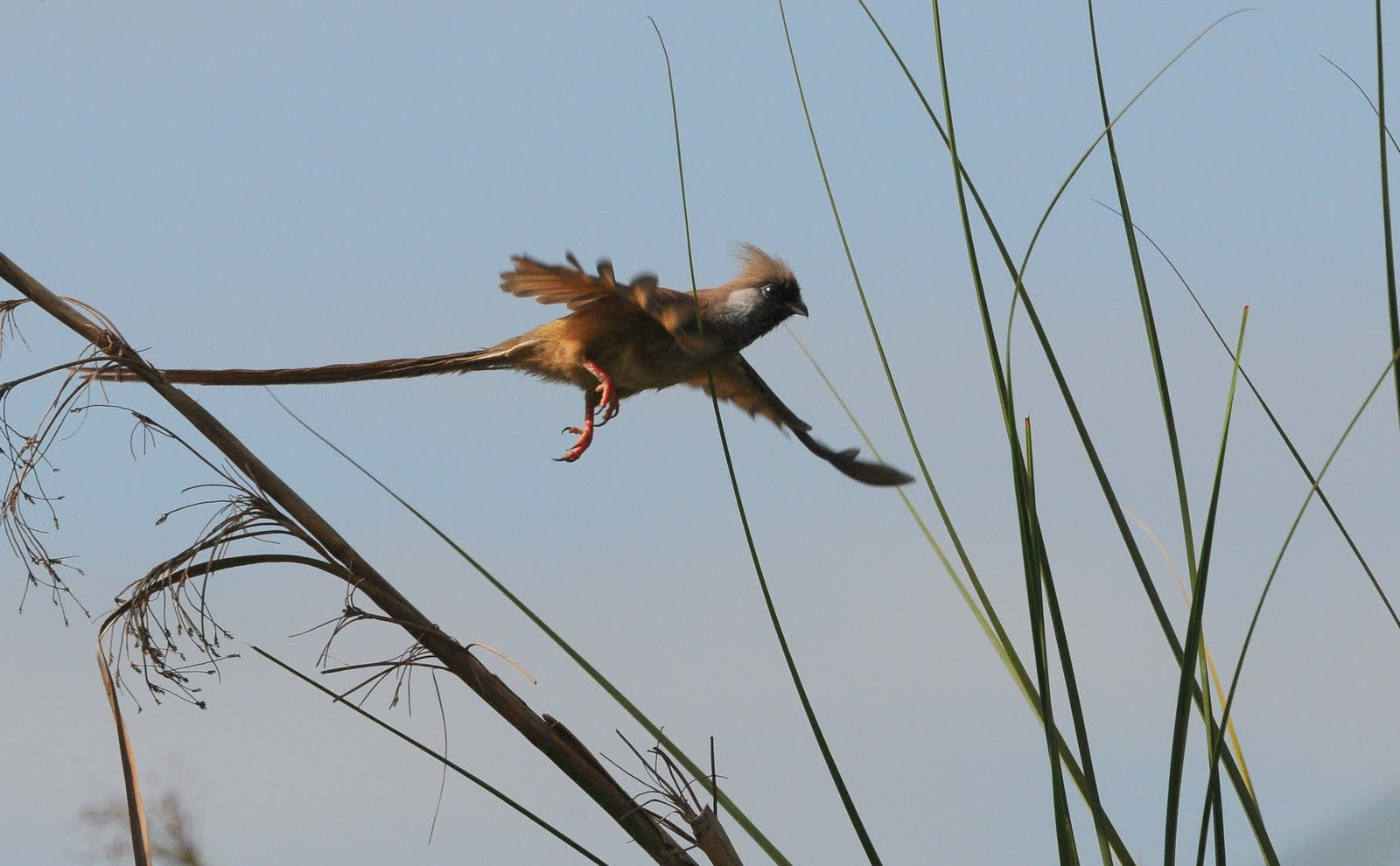
Бурокрылая птица-мышь в Руанде

Бурокрылая птица-мышь обитает в Африке к югу от Сахары. В основном птицы встречаются в восточной и южной частях континента, избегая засушливые юго-западные районы. Ареал почти не выходит за изотерму минимальной средней температуры июля −6,7 ° C; его площадь (англ. Estimated extent of occurrence) приблизительно составляет 16 300 000 км². В ЮАР птицы встречаются вдоль западного и южного побережья, а также в Натале, в долинах рек Улифантс, Бриде, широко распространены на востоке страны, реже встречаются у подножия Драконовых гор и в районе Порт-Сент-Джонс. Птиц также отмечали в долинах рек Лимпопо и Саве.
Типичная среда обитания бурокрылой птицы-мыши включает края леса, вудланды, покрытые деревьями дренажные каналы и сады. Птицы встречаются на лесных опушках и полянах, в заброшенных культурных ландшафтах, во вторичном лесу на участках вечнозелёных лесов, а также в открытых лесах, густых кустарниках, лесистой саванне, прибрежных зарослях, селятся в живых изгородях, в парках и садах. Они избегают закрытых лесов или открытых засушливых участков. Бурокрылых птиц-мышей отмечали на высоте до 2500 м в Кении, 2430 м — в Эфиопии, 2300 м — в Камеруне, 2250 м — в Малави, 2100 м — в Южном Судане, 1800 м — в Зимбабве. Отсутствие птиц на больших высотах Роуэн связывала с более суровыми температурами, а не с количеством осадков или типом растительности. Наблюдения бурокрылой птицы-мыши в западной Африке ставятся под сомнение. Возможно, отмеченные в этом регионе птицы сбежали с неволи. Роуэн отмечала, что распространению птиц на запад мешают доминирующие в регионе леса Brachystegia.
Бурокрылая птица-мышь ведёт оседлый образ жизни; её регулярно отмечают на протяжении всего года. В Кении во время засухи птицы могут перемещаться за едой, а в Малави за пределами сезона размножения совершают высотные перемещения. Неполовозрелые особи расселяются недалеко, но могут осуществлять кочёвки. Обычно за год птицы перемещаются на площади 12,5 га, в то время как средний ареал составляет около 3,5 га. В Камеруне плотность птиц составила 1,1—2,0 особи на гектар, в Габоне — 2—3 особи.
Бурокрылая птица-мышь — самый распространённый представитель семейства, который является обычным видом на большей части своего ареала. Международный союз охраны природы относит её к видам, вызывающим наименьшие опасения (LC). Из-за культивирования земель, которые ранее были покрыты густыми вечнозелёными лесами или представляли собой засушливые районы, территории, подходящие для обитания бурокрылой птицы-мыши, увеличиваются. Ареал птиц стал включать Кару, Намакуаленд и Лесото на востоке, Трансвааль и Зимбабве на юге, Анголу, Танзанию и Кению на севере. В некоторых регионах на птиц охотятся фермеры или дети, большое количество бурокрылых птиц-мышей гибнет на дорогах. Вместе с тем, Роуэн в 1967 году упоминала популяцию бурокрылой птицы-мыши близ реки Вааль в регионе от Блоемхофа до Уоррентона и Гриеквастада, однако в 1990-е годы птиц на этом участке не отмечали.
Ареалы бурокрылой и краснолицей (Urocolius indicus) птиц-мышей во многом пересекаются. В западном Трансваале, на юго-востоке Ботсваны, в южной части Кару и на юго-западе Капской провинции помимо этих двух видов можно встретить белоспинную птицу-мышь. Они могут кормиться на одном фруктовом дереве и формировать смешанные стаи. Бурокрылая птица-мышь также делит ареал с синешапочной. В таких случаях как правило она занимает более влажные территории. Роуэн отмечала в 1967 году, что на южном побережье Африки, где преобладают культивируемые ландшафты и склерофиты, бурокрылые птицы-мыши доминируют над другими представителями семейства.

## Питание

### Рацион

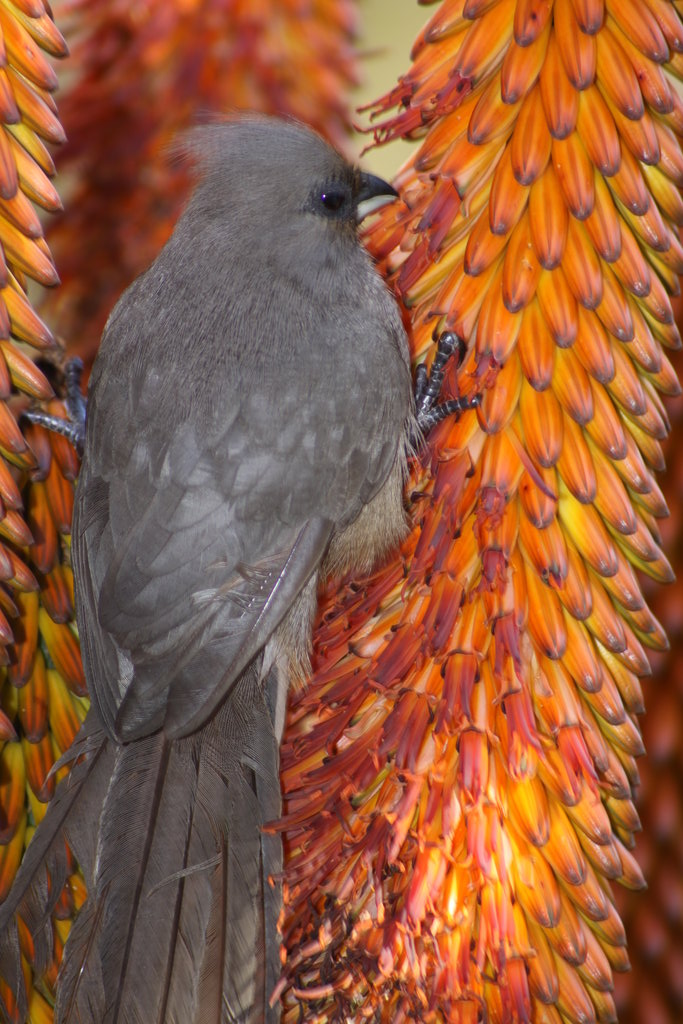
Бурокрылая птица-мышь кормится на цветах алоэ

Бурокрылая птица-мышь кормится апельсином

Рацион бурокрылой птицы-мыши включает фрукты, листья, почки, цветы, нектар и кору. Во время исследования в ЮАР птицы иногда отдавали предпочтение листьям, а не фруктам; они продолжали кормиться листьями даже при наличии фруктов. В среднем 43,2 % содержимого желудков состояло из листьев, 54,3 % из фруктов и 2,5 % из семян. Бурокрылые птицы-мыши могут обходиться в рационе исключительно листьями. При этом Роуэн полагала, что листва обязательно должна присутствовать в рационе здоровой бурокрылой птицы-мыши, а молодые птицы в неволе регулярно объедают молодые побеги растущих в авиариях растений. В ЮАР из 12 обследованных желудков 5 содержали только плоды, 5 — плоды и листья, 2 — только листья. Содержимое желудков включало 40 видов фруктов, 15 видов цветов и 9 видов листьев, в частности, такие виды, как финик отклонённый (Phoenix reclinata), сидероксилон неколючий (Sideroxylon inerme), Ehretia rigida, олива европейская (Olea europaea), Diospyros dichrophylla, а также представителей родов эвклея (Euclea), фикус (Ficus), сумах (Rhus) и дереза (Lycium). В Габоне в рационе бурокрылой птицы-мыши были обнаружены фрукты 22 видов растений, в частности, Solanum torvum, Morinda lucida, харонга мадагаскарская (Harungana madagascariensis), Macaranga monandra, гуайява (Psidium guajava), виды родов раувольфия (Rauvolfia) и фикус, листья 18 видов растений, в частности, папайи (Carica papaya), Morinda lucida, Ipomoea involucrata, видов рода диоскорея (Dioscorea). Учёные также выяснили, что в рацион бурокрылой птицы-мыши входит несколько инвазивных для ЮАР фруктов, например, коричник камфорный (Cinnamomum camphora), лантана сводчатая (Lantana camara) и гуайява. Птицы часто питаются на культивируемых фруктах и цветах, чем могут наносить урон сельскому хозяйству. В Эфиопии бурокрылая птица-мышь считается основным садовым вредителем.
В отличие от млекопитающих, лишь немногие птицы являются листоядными. Помимо птиц-мышей в их число входят бескилевые, утки, белые куропатки, какапо (Strigops habroptila), некоторые виды рода Saltator, гоацин (Opisthocomus hoazin). Ферментация листьев и расщепление целлюлозы происходит медленно и требует специфического образа жизни и физиологии. Особенно это относится к маленьким птицам, таким как бурокрылая птицы-мышь, которая использует специальную стратегию терморегуляции и экономный полёт. Кроме того, бурокрылая птица-мышь выставляет живот на солнце, что способствует прогреванию пищеварительной системы и лучшему усвоению пищи. Вместе с листьями в желудок могут попадать богатая глиной земля и насекомые (термиты, муравьи), однако наблюдения за птицами-мышами, целенаправленно охотящимися на насекомых, крайне редки. В Кении отмечали, что бурокрылая птица-мышь может потреблять в пищу сырое и обработанное мясо, используемое для привлечения плотоядных млекопитающих.
Учёные предположили, что особенности пищеварительной системы могут влиять на предпочтения различных сахаров среди птиц, пьющих нектар лишь от случая к случаю. У бурокрылой птицы-мыши отсутствуют какие-либо предпочтения: при малой концентрации сахара (5 % и 10 %) она предпочитает нектар с гексозой, а не сахарозой, при концентрации 15 и 20 % не выказывает никаких предпочтений, а при концентрации 25 % выбирает сахарозу. Такие предпочтения роднят бурокрылую птицу-мышь с нектароядными птицами; воробьинообразные птицы, которые время от времени питаются нектаром, либо предпочитают гексозу в любой концентрации, либо при повышении концентрации не выказывают никаких предпочтений. При этом с точки зрения содержания сахара бурокрылая птица-мышь пьёт больше нектара с концентрацией сахара 15 и 20 %; при меньшей концентрации ей не хватает нектара, и у неё начинается потеря веса. Птицы пьют нектар алоэ (Aloe), эритрины (Erythrina), Schotia.

### Терморегуляция
Обычно птицы кормятся небольшими группами до десяти особей, чаще всего — в периоды с 8 до 10 утра и с 12 до 1 дня. При достаточном количестве пищи в авиариях средняя масса бурокрылой птицы-мыши составляла 52,4 г. За сутки без пищи масса опускалась до 46,3 г, то есть падение составляло около 11,7 %. При этом падение температуры у одиночной особи при достаточном и недостаточном количестве пищи мало различалось, а в группе голодные птицы демонстрировали падение температуры, схожее с таковым у одиночной сытой птицы. Минимальная температура бурокрылой птицы-мыши в этом исследовании, проведённом в августе 1999 года, составила 29,1 °C.
В 1959 году Раймонд Бриджмен Коулс (Raymond Bridgman Cowles) описал падение температуры содержащейся в неволе одной бурокрылой птицы-мыши за 2,5 часа с 38 °C до 24 °C при температуре помещения 22 °C, которое он интерпретировал как «могут и действительно испытывают оцепенение от холода, возможно, как достаточно регулярное и обычное физиологическое явление» (англ. «can and do experience cold torpor probably as a fairly regular and normal physiologic phenomenon»). Роуэн сомневалась в такой оценке, указывая на плохое состояние конкретной особи. Она также отмечала, что бурокрылые птицы-мыши собираются на ночлег в группы при любой температуре от 0 °C до 31 °C, а не только при плохих погодных условиях. Дальнейшие исследования температуры бурокрылой птицы-мыши показали, что в нормальном состоянии она может варьировать от 30 °C до 40 °C (или от 32 °C до 42 °C), а температура тела ниже 20 °C может стать для птиц летальной. При этом минимумы температуры тела не связаны с отсутствием пищи или низкой температурой окружающей среды, как это происходит у других птиц, впадающих в оцепенение. Затраты энергии экономятся в том числе за счёт совместного обогрева в стае. Таким образом, по-видимому, бурокрылые птицы-мыши демонстрируют переходное поведение и развитие оцепенения у птиц.
Представители этого вида для сохранения температуры в ночное время менее зависимы от совместной ночёвки, чем белоспинные. 12 бурокрылых птиц-мышей в неволе обычно формировали две группы для ночлега, собираясь вместе только при плохих погодных условиях. По наблюдениям в авиариях, сначала две птицы устраиваются грудью друг к другу, затем к ним по бокам присоединяются ещё одна или две птицы, в конце вокруг них собираются остальные особи, которые находят место для своих длинных ног. Птицы часто толкаются, чтобы занять лучшую позицию, и могут вытолкнуть кого-нибудь из середины группы. Бурокрылые птицы-мыши устраиваются на ночлег вскоре после заката и просыпаются перед самым рассветом. Таким образом, возвращение температуры тела к нормальным дневным значениям не связано с прогреванием на солнце, несмотря на многочисленные солнечные ванны птиц-мышей в дневное время. Вместе с тем, на ночь несколько групп могут собираться на одном участке. Размеры стаи в таком случае могут достигать пятидесяти, а в особо ненастную погоду — 140 особей. Есть сведения о 137 бурокрылых птицах-мышах, которые в 7 утра покинули 12 фиговых деревьев, на которых отдыхали ночью, и вскоре разбились на маленькие группы. На востоке Капского полуострова в ноябре (летом) и апреле (осенью) в хороший день бурокрылые птицы-мыши покидают места ночлега через 30—40 минут после рассвета.

## Размножение
Бурокрылая птица-мышь способна к размножению в течение всего года, но основной сезон чаще совпадает с сезоном роста растений, а не с сезоном дождей или созреванием фруктов. В ЮАР он приходится на август — январь (Роуэн отмечала, что на юго-западе полуострова около 70 % приходится на период с августа по октябрь, на востоке — с августа по декабрь), в тропических широтах — в конце каждого сезона засухи (январь — март и июль — сентябрь в Габоне, март — май и август — сентябрь в Камеруне), в Восточной Африке — во время или сразу после сезона дождей (февраль — октябрь в Эфиопии). В Габоне одна и та же самка может откладывать яйца до восьми раз в год. Бурокрылые птицы-мыши гнездятся моногамными парами, при этом неопытные самцы могут быть полигамными.

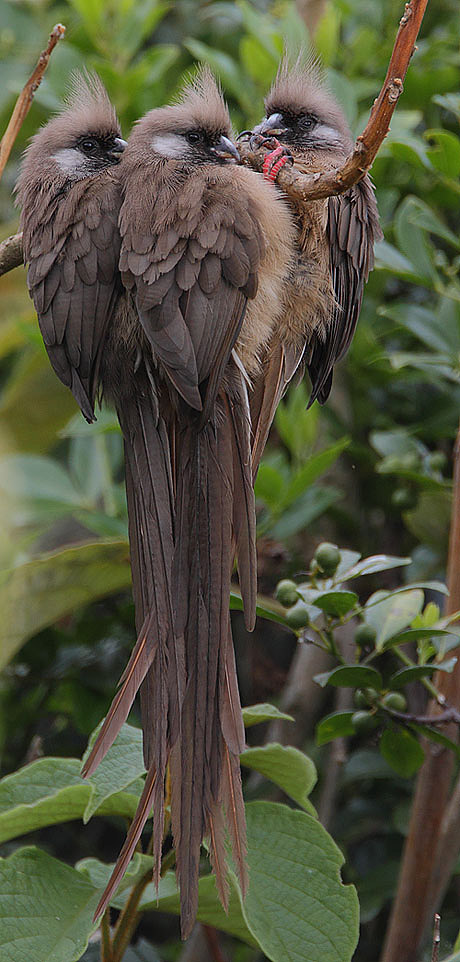
Группа бурокрылых птиц-мышей в Кении

Гнёзда могут быть расположены довольно компактно, несколько пар строят их на одной территории. Кроме того, рядом могут располагаться гнёзда краснолицей или белоспинной птицы-мыши. Расстояние между гнёздами может составлять 8—150 м, в среднем около 60 м. По сравнению с другими южноафриканскими видами, бурокрылая птица-мышь чаще селится на экзотических и реже на местных колючих деревьях и кустарниках. Роуэн связывает это с тем, что данный вид чаще селится в густонаселённой местности. Относительно большое чашеобразное гнездо птицы строят из веток, зелёных стеблей, листьев, растительного пуха, лишайников, шерсти и паутины, на кусте или дереве на высоте 2—3 м. В основании гнезда обычно расположены тонкие веточки цмина (Helichrysum), представителей астровых (Compositae) или лилейных (Liliaceae), лишь у четверти гнёзд в основании были более толстые ветки. Иногда гнездо сооружается на заброшенных гнёздах других птиц, либо используются их материалы. Внутри гнездо выстлано более тонким материалом, лишайником Usnea barbata и свежими зелёными листьями, которые птицы добавляют во время насиживания яиц или даже после появления птенцов. Внутренний диаметр гнезда составляет 60—85 мм при глубине 25—50 мм, внешние размеры — 120—150 мм и 45—120 мм, соответственно.
Обычно в кладке 2—4 кремово-белых яйца, при этом размер кладки больше в регионах с выраженной сезонностью осадков (в среднем 1,9 в Габоне и 3,0 в ЮАР). Размеры яиц составляют 19,5—23,5 мм × 15,2—18,4 мм, средняя масса — 2,7 мм. При потере кладки или потомства самка бурокрылой птицы-мыши может отложить яйца повторно уже через 5—6 дней после потери кладки или через 10—15 дней после того, как птенцы покидают гнездо. Зачастую несколько самок откладывают яйца в одном гнезде. Насиживанием занимаются оба родителя, инкубационный период составляет 10—13 дней (по другим данным, 12—15 дней).
Птенцы птиц-мышей появляются на свет голыми и слепыми, у птенцов бурокрылой птицы-мыши кожа тёмно-розового цвета, надклювье беловатое, а подклювье тёмно-серое или чёрное (этим они отличаются от взрослых особей, у которых тёмное надклювье и светлое подклювье). Маховые и рулевые перья появляются на четвёртый день жизни. На шестой день птенцы открывают глаза, к девятому зрение развивается полностью. Птенцы могут покидать гнездо в возрасте 10—11 дней, чтобы посидеть на соседних ветках, а первый полёт совершают в 17—18 дней. Оперение птенцов бурокрылой птицы-мыши в определённый момент идентично оперению птенцов белоспинной. Кормлением занимаются оба родителя и помощники из птенцов предыдущих кладок. Молодые самки обычно улетают, но некоторые остаются с группой на 1—3 года и могут наследовать родительскую территорию.
Во время исследований в Габоне из 69 отложенных яиц в 58 % случаев на свет появились птенцы, 77 % из них вылетели из гнезда, 77 % вылетевших из гнезда птенцов дожили до двух месяцев. Схожие исследования в ЮАР показали, что птенцы появились на свет в 39 % случаев, 50 % птенцов вылетели из гнезда. Более ранние исследования в ЮАР показывают 20 % успеха; Роуэн назвала эти показатели «особенно низкими». На успех кладки большое влияние оказывают погодные условия: гнёзда сдувает ветром или затапливает сильными дождями. Из-за быстрого роста птенцы в одном гнезде могут существенно отличаться размерами, и тогда более слабые птенцы погибают, не выдерживая конкуренции с более сильными. Основными хищниками являются мангусты, домашние кошки, змеи, африканская шпорцевая кукушка (Centropus superciliosus), пёстрый ток (Lophoceros fasciatus), Accipiter melanoleucus, африканский лунёвый ястреб (Polyboroides typus) и обыкновенная сипуха (Tyto alba).
Обычно молодые самки достигают половой зрелости в возрасте около года, но иногда могут откладывать яйца с шести месяцев. Продолжительность жизни в неволе обычно составляет около десяти лет. В дикой природе рекордный возраст составляет 9,5 лет.

## Систематика

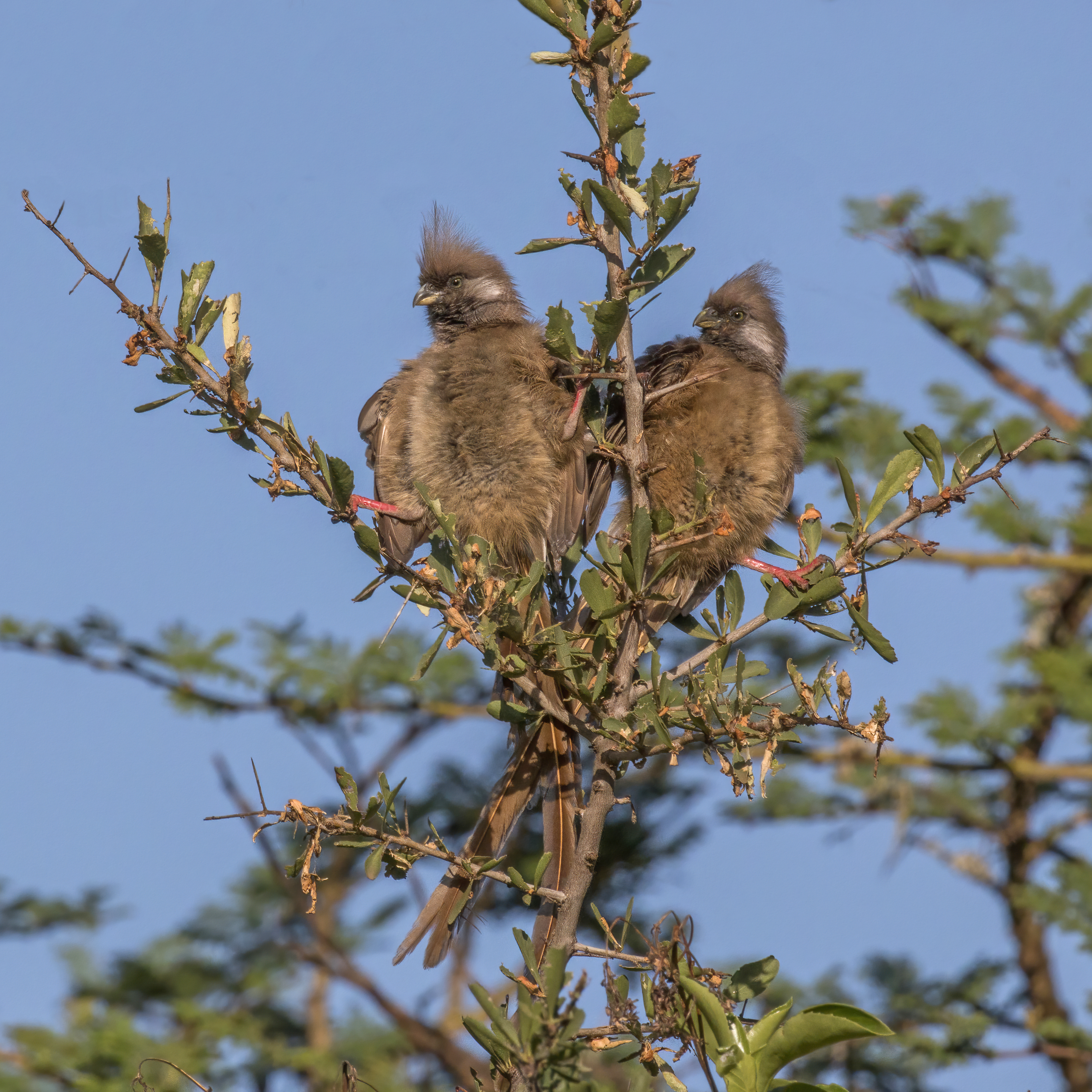
Colius striatus kikuyensis

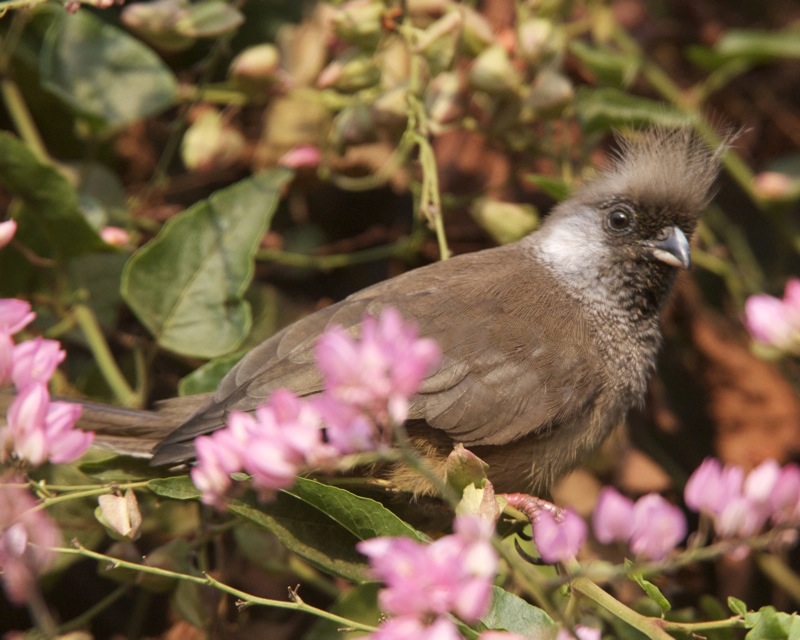
Colius striatus kiwuensis

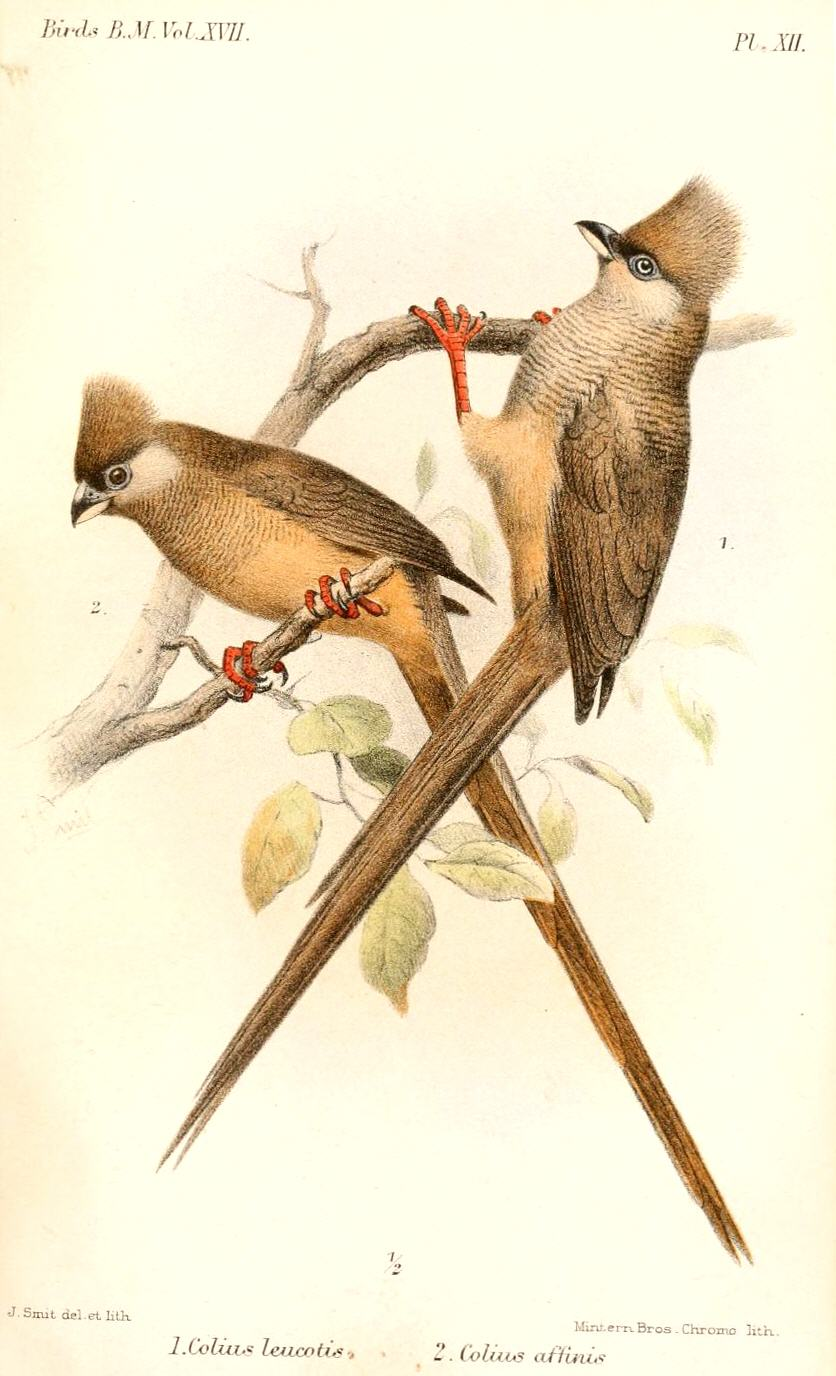
Colius striatus leucotis справа и Colius striatus affinis слева

Бурокрылая птица-мышь была описана немецким учёным Иоганном Фридрихом Гмелиным в тринадцатом издании «Системы природы» в 1789 году. Ранее птицы появлялись в работах Жоржа-Луи Леклерка де Бюффона и Джона Лейтема. Видовое название striatus связано с тонкими тёмными полосами на горле и на спине. В 1854 году французский учёный Шарль Люсьен Бонапарт предложил выделить два рода птиц-мышей: Rhabdocolius, к которому он относил бурокрылую птицу-мышь, и Urocolius, к которому он относил краснолицую птицу-мышь. Такое деление не было поддержано. В начале XX века к бурокрылой птице-мыши относили также красноспинную птицу-мышь (Colius castanotus), обитающую в Анголе; эти виды схожи по морфологическим признакам. Позднее их стали объединять в надвид.
Энциклопедия Birds of the World выделяет 19 подвидов бурокрылой птицы-мыши, которые делятся на три основные группы. В силу того, что гибридизация между группами случается крайне редко и даже в районах с пересекающимся ареалом переходные особи почти не встречаются, возможно, каждую из групп следует рассматривать как отдельный вид. В пределах групп гибридизация встречается довольно часто.
Представители группы «striatus» обитают в южной части ареала и обладают полностью чёрным надклювьем, однотонной окраской оперения по сторонам головы и на хохолке, фиолетовыми ногами. У них черноватое горло, а живот слегка окрашен в коричневый (за исключением номинативного подвида Colius striatus striatus). У  Colius striatus integralis на животе нет коричневых оттенков, в то время как Colius striatus simulans окрашен снизу в насыщенный кремовый цвет, при этом полосы у него почти отсутствуют, а радужка глаза красная. У Colius striatus rhodesiae более красные ноги. Представители группы «nigricollis» обладают бледным пятном в верхней части клюва, черноватыми лбом и горлом, полосками на шее и груди, красными или розовыми лапами. Макушка Colius striatus leucophthalmus светлее, а на задней части шеи больше полос, радужка белая. Эти подвиды обитают в северо-западной части ареала. На востоке ареала встречается группа «leucotis». Её представители обладают голубоватым или беловатым пятном на клюве, светлыми контрастными кроющими перьями уха, красноватыми лапами. Цвет радужки может быть коричневым, голубоватым или беловатым. Оперение Colius striatus berlepschi тёплого тёмно-коричневого цвета с тёмным или черноватым горлом и почти без полос в нижней части горла и шеи сзади. Colius striatus affinis светлее и бледнее, чем C. s. berlepschi, со светло-серым горлом и небольшим количеством полос на груди. Colius striatus mombassicus ещё светлее с беловатым горлом и заметными полосами на затылке. Чуть более тёмный Colius striatus kikuyensis отличается красно-коричневой расцветкой на макушке и в верхней части тела и глубоким коричнево-охристым цветом снизу, перья на горле имеют сероватые кончики, а грудь с черноватыми полосками. Для Colius striatus cinerascens характерна серая макушка и смешанная жёлтая и зелёно-серая радужная оболочка. Colius striatus ugandensis тёмно-коричневый с оперением хохолка светлее чем на шее, радужка жёлтая или беловатая. Colius striatus jebelensis светлее с жёлтой радужкой. Colius striatus kiwuensis обладает очень тёмным оперением и черноватым горлом с заметными белыми пятнами, полос на шее и хохолке почти нет. Самым тёмным является подвид Colius striatus congicus, обладающий серовато-коричневым цветом оперения, у него отсутствуют полосы на горле и хохолке. У Colius striatus leucotis кроющие перья уха беловатые, горло светло-серок, с полосами в нижней части, оперение снизу очень светлое, радужка голубовато-белая. Colius striatus erlangeri темнее, чем C. s. leucotis, с более белыми кроющими перьями уха, черноватым горлом и заметными полосами на хохолке и оперении сзади. Colius striatus hilgerti обладает черноватым горлом и лбом, коричневато-белыми кроющими перьями уха и мелкими полосками на хохолке и задней части шеи.
Международный союз орнитологов выделяет семнадцать подвидов бурокрылой птицы-мышь:
- Colius striatus nigricollis Vieillot, 1817 — от Ганы и Нигерии до ЦАР, Анголы и ДР Конго;
- Colius striatus leucophthalmus Chapin, 1921 — северная часть ДР Конго, юго-восточная часть ЦАР, юго-западная часть Судана;
- Colius striatus leucotis Rüppell, 1839 — восточная часть Судана, Эритрея, западная и центральная части Эфиопии;
- Colius striatus hilgerti Zedlitz, 1910 — юго-западная часть Джибути, северо-восточная часть Эфиопии, северо-западная часть Сомали;
- Colius striatus jebelensis Mearns, 1915 — южная часть Судана, северо-восточная часть ДР Конго, северная часть Уганды;
- Colius striatus mombassicus Van Someren, 1919 — от южной части Сомали до северо-восточной части Танзании;
- Colius striatus kikuyensis Van Someren, 1919 — центральная часть Кении и северная часть Танзании;
- Colius striatus cinerascens Neumann, 1900 — западная и центральная части Танзании;
- Colius striatus affinis Shelley, 1885 — от восточной части Танзании до северо-восточной части Зимбабве и северной части Мозамбика;
- Colius striatus berlepschi Hartert, 1899 — от юго-западной части Танзании до северо-восточной части Замбии и Малави;
- Colius striatus kiwuensis Reichenow, 1908 — восточная часть ДР Конго, центральная и южная части Уганды, Руанда, Бурунди, северо-западная часть Танзании;
- Colius striatus congicus Reichenow, 1923 — от восточной части Анголы до южной и юго-восточной частей ДР Конго и западной части Замбии;
- Colius striatus simulans Clancey, 1979 — центральная часть Мозамбика и юго-восточная часть Малави;
- Colius striatus integralis Clancey, 1957 — северо-восточная часть ЮАР, юго-восточная часть Зимбабве и южная часть Мозамбика;
- Colius striatus rhodesiae Grant, CHB & Mackworth-Praed, 1938 — восточная часть Зимбабве и западная часть Мозамбика;
- Colius striatus minor Cabanis, 1876 — восточная часть ЮАР и Свазиленд;
- Colius striatus striatus Gmelin, 1789 — южная часть ЮАР.

Филиппа Хаархофф (Philippa J. Haarhoff) предположила, что найденные в ущелье Олдувай в Танзании в 1960—1962 годы остатки птиц-мышей принадлежат предку бурокрылой птицы-мыши. На основании калий-аргонового датирования возраст находок был определён как 1,83—1,72 млн лет; таким образом, фоссилии относятся к позднему плиоцену.
Бурокрылая птица-мышь изображена на почтовых марках Габона (1992).